# Chalinolobus dwyeri
Chalinolobus dwyeri is een vleermuis uit het geslacht Chalinolobus die voorkomt in Zuidoost-Queensland en Noordoost-New South Wales. Het is een zeldzame soort van de eucalyptusbossen. Deze soort slaapt in kleine groepen in grotten of mijnschachten. In november of december worden de jongen geboren; meestal zijn dat tweelingen.
Net als andere Chalinolobus is het een middelgrote, donkere vleermuis. De rugvacht is zwart, de buikvacht wat lichter. De kop-romplengte bedraagt 47 tot 53 mm, de staartlengte 42 tot 47 mm, de voorarmlengte 38 tot 42 mm, de oorlengte 17 mm en het gewicht 6,8 tot 9,7 g.